# Onomatopeja
Onomatopêja (tudi onomatopoíja) ali podobnoglasje je beseda, ki fonetično posnema ali spominja na zvok, ki ga opisuje. Pogost primer so živalski glasovi, kot so »hov«, »mu«, »čri« in »kikiriki«.
Beseda onomatopeja je skovanka iz starogrških besed ὄνομα, ónoma – ime in ποιέω, poiéō, v pomenu »izdelovanje«, torej dobesedno tvorba besed. Dejansko onomatopeja pomeni tvorbo novih besed, pri čemer pa se izbira fonemov podreja slovničnim pravilom jezika govorca. Tako imajo različni jeziki različne onomatopeje za iste zvoke. Gaganje race na primer zapisujejo v francoščini kot »couac-couac« ali »coin-coin«, v italijanščini »qua-qua«, v romunščini »mac-mac«, v arabščini »bat-bat« in v kantonščini »ap-ap«. Ne glede na jezik pa je pogost pojav reduplikacija – ponavljanje korenov besed.